# Haie d'Avesnes
La « Haie d’Avesnes » (anciennement dite « Haye d’Avesnes ») est un toponyme forestier qui ne décrit pas (ou plus) un seul massif forestier, mais un ensemble de boisements plus ou moins proches les uns des autres qui entourait la ville fortifiée d’Avesnes-sur-Helpe, dans l’est du département du Nord, en France.

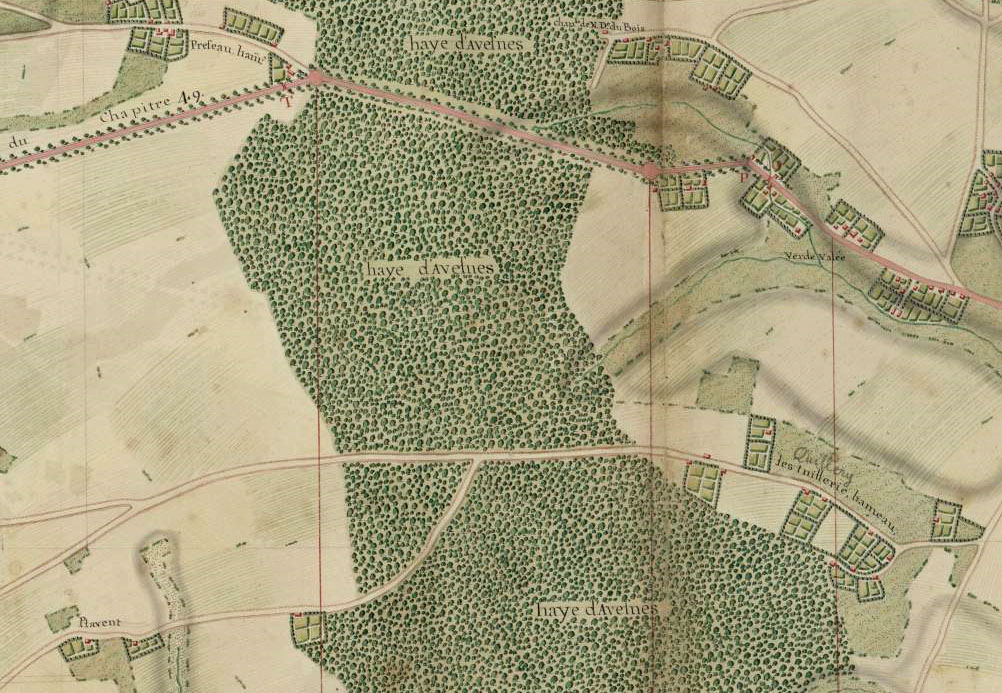
Partie Est du bois nommé « les hayes d'Avesnes » jouxtant « la verde valée », sur l'Atlas de Trudaine (établi de 1745 à 1780 pour les Ponts et Chaussées et conservé aux Archives nationales)

Cette succession de bois constituait autrefois un continuum linéaire forestier atteignant probablement une vingtaine de kilomètres ; ici le mot « haie » n’a pas son sens habituel d’alignement d’arbres et de buissons taillés, mais désigne une large bande forestière, comme on en trouvait encore ailleurs dans cette région (Avesnois-Thiérache) après la Renaissance.

## Description, localisation
La Haye d’Avesnes était une forêt linéaire autrefois longue d'une vingtaine de kilomètres. Mais son origine pourrait être bien plus ancienne que celle de la ville d'Avesnes.
Il s’agit aujourd'hui d’un ensemble relictuel et morcelé de forêts et petits bois, qui marque néanmoins encore fortement le paysage au nord de la ville sur les communes de Beaufort, Beugnies, Éclaibes, Floursies, Saint-Aubin, Saint-Remy-Chaussée.

## Histoire
Si elle n’a pu retenir les armées allemandes lors des deux guerres mondiales, cette « haye » relique d’une ancienne forêt féodale et en partie royale aurait été antérieurement destinée à se prémunir contre les grandes invasions venues du nord, puis contre les tentatives d’invasions qui ont suivi les cycles de guerres de conquêtes lors de la Renaissance et des siècles qui ont suivi. Cette vocation n'a pas empêché la production de bois et de gibier, probablement avec une exploitation modérée de type pied à pied (on coupe les arbres intéressants à maturité, en laissant les autres pousser), en taillis dispersés et taillis sous futaie.
Cette haie est une probable relique des épaisses « cloisons forestières » de l'époque gauloise, qui ont ensuite pour partie été conservées pour limiter les finages ; sans relation avec la topographie ou le contexte pédogéologique.
Des haies défensives, grandes et petites semblent avoir existé dans cette région au moins depuis l’époque de Jules César. 

Selon J.-J Dubois  (biogéographe et historien des forêts), ces haies sont typiques non de la Thiérache, mais de ses frontières ; le cœur la Thiérache étant un bocage qui a presque totalement disparu au XIXe siècle pour être pour partie reconstitué ensuite, et à nouveau dégradé à l'époque des grands remembrements du XXe siècle. Située dans la vallée de la Sambre, cette haie forestière est effectivement située sur un couloir historique d’invasions, passant par Maubeuge plus au nord et conduisant au bassin parisien en passant par la Picardie, plus au sud ; couloir qui a été utilisé au XVIIIe siècle pour la construction d’une route quasi-rectiligne menant de Paris en Belgique en passant par la forteresse de Maubeuge, route devenue la RN2 qui fait l’objet de travaux d’élargissement (construction de 4 nouvelles voies, parallèles aux deux voies existantes de la RN2 dans la haie d’Avesnes, ce qui pose de complexes problèmes environnementaux, soulignés par l’étude d'impact)
Certaines ont persisté jusqu'à la fin du XXe siècle grâce au fait que cette région ait été relativement épargnée par la vague de remembrements des années 1970-1990 : la haie de Fourmies, qui est de forme massive et non linéaire (ce mot désigne donc bien une forêt); les haies de Cartignies, d’Aubenton et Rumigny, de Bohain et Beaurevois, d’Hargnies ou de Gommegnies.
Cependant le parcellaire conserve les traces de défrichement relativement récents (depuis le XVIIIe siècle) dans les anciennes haies défensives, véritables « cloisons forestières circulaires » souvent discontinues mais encore repérables sur les cartes ou vues satellitaires depuis leur mises en culture ou géométrisation parcellaire cartésienne du XVIIIe siècle).
Les cloisons forestières d'Avesnes-sur Helpe, de Bohain, Beaurevoir, Créquy, Saulty étaient peut-être également des vestiges des haies défensives d'anciens finages médiévaux. Ces cloisons encadrant des finages ou groupes de finages suggèrent que le défrichement s'est fait « en alvéoles » ouvertes dans la forêt dense ou plus probablement à partir de clairières naturelles  dans l'épaisse marche forestière de la Thiérache, elle-même relique de la forêt antique et consacrée par le traité carolingien de Verdun en 843. Ce bocage selon G. Sivery est un surgeon de l'ancienne Theorascia silva dès la fin du Moyen Âge, cadré par des chartes qui se succèdent dès 1150 dans le Nord de la Thiérache où les communautés rurales repoussent peu à peu la forêt jusqu'aux bordures des Ardennes et au sud de l'ancienne Sambre J Harmand a posé l'hypothèse que ces haies forestières étaient une persistance d'un système d'organisation frontalière du paysage, en 3 éléments :
- un cadre végétal travaillé (champs labourés, probablement initialement en vallées humides ou dans d'anciennes clairières agrandies)
- Des haies de bocage interne à chaque tache défrichée (évoquant le bocage normand et les haies nerviennes décrites par César)
- Des haies périphériques, défensives, denses conservant un environnement forestier proche de la sylve primitive. Faute de preuves et archives suffisantes, JJ Dubois ne reprend pas cette classification, mais la cite en précisant que « la réalité de ces cloisonnements forestiers ne peut être mise en doute », dont en Thiérache.

Remarque : Une structure comparable a existé en Champagne ; la Haie de Nangis. 
Toutes ces forêts linéaires, selon Jean-Jacques Dubois (dans sa thèse) auraient eu un rôle défensif, à l'instar des zassieka (voir à ce sujet : ru:Засечная черта) qui protégeaient l'État de Moscou des attaques de cavalerie notamment entre les XVIe et XVIIIe siècles.

## Intérêt patrimonial
Outre un indiscutable intérêt paysager dans une région qui a précocement perdu l’essentiel de ses forêts au profit de l’agriculture puis de l’industrie et de l’urbanisation, ces massifs pourraient encore protéger des descendants de la forêt préhistoriques et antique (Forêt hercynienne, forêt charbonnière citées de l’antiquité au haut Moyen Âge). Là où la régénération naturelle s'est poursuivie de génération en génération, ces massifs pourraient donc aussi avoir une valeur de conservatoire génétique (réservoir de diversité génétique), utile et même précieux, alors que les sylviculteurs s’attendent à devoir s’adapter et adapter leur gestion forestière aux changements climatiques et écologiques annoncés par les climatologues.

## Écologie
Par son ancienneté et le fait qu’elle ait presque conservé une continuité physique (c'est encore un « continuum écologique » pour les espèces mobiles et/ou peu sensibles au roadkill, elle constitue un élément essentiel de la trame verte régionale et locale, qui décline localement la trame verte nationale (Cf. Grenelle de l'environnement) et le réseau écologique paneuropéen.
Cette « haie » est cependant très fragmentée par les routes, depuis plusieurs siècles parfois, comme on peut le voir sur les atlas anciens (carte de Cassini, Atlas de Trudaine..)